# Zvezdan Mitrović
Pour les articles homonymes, voir Mitrović.
Zvezdan Mitrović (en serbe : Звездан Митровић), né le 19 février 1970, à Podgorica, en Yougoslavie, est un entraîneur monténégrin de basket-ball.

## Biographie
En mai 2020, Mitrović est licencié de son poste d'entraîneur de l'ASVEL. L'ASVEL motive le licenciement par une « faute grave » commise par Mitrović. L'Euroligue tente une médiation entre Mitrović et l'ASVEL mais échoue. Zvezdan Mitrović est remplacé sur le banc de l'ASVEL par TJ Parker, le frère du propriétaire du club, qui a déjà assuré plusieurs intérims à ce poste. Mitrović conteste ce licenciement et l'ASVEL est condamnée en septembre 2022 en première instance pour licenciement abusif.
Pour la saison 2020-2021, il reste dans le championnat de France et signe avec l'AS Monaco, club qu'il a déjà entraîné de 2015 à 2018.
Zvezdan Mitrović remporte l'EuroCoupe 2020-2021 face à l'UNICS Kazan le 30 avril 2021,,. Il est élu entraîneur de l'année en EuroCoupe et en championnat de France. En juillet 2021, Mitrović s'engage pour une saison supplémentaire avec l'AS Monaco. Le 13 décembre 2021, après cinq défaites de suite en Euroligue et des difficultés avec Mike James, leader offensif de l'équipe, il est finalement licencié par les dirigeants monégasques. Il est remplacé par Saša Obradović.

## Palmarès
Avec l'AS Monaco
- Vainqueur de l'EuroCoupe de basket-ball 2020-2021
- Finaliste des playoffs du championnat de France Jeep Élite 2018
- Leaders Cup 2016, 2017, 2018
- Champion de Pro B 2015

Avec l'ASVEL
- Champion de France 2019
- Coupe de France 2019

Avec le BK Boudivelnyk Kiev
- Coupe d'Ukraine 2012

Avec le BK Kryvbasbasket 
- Champion d'Ukraine 2009

## Distinctions
- Entraîneur de l'année en EuroCoupe 2021
- Entraîneur de l'année du Championnat de France 2020-2021
- Meilleur entraîneur en Ukraine 2009